# Gerard Reynst

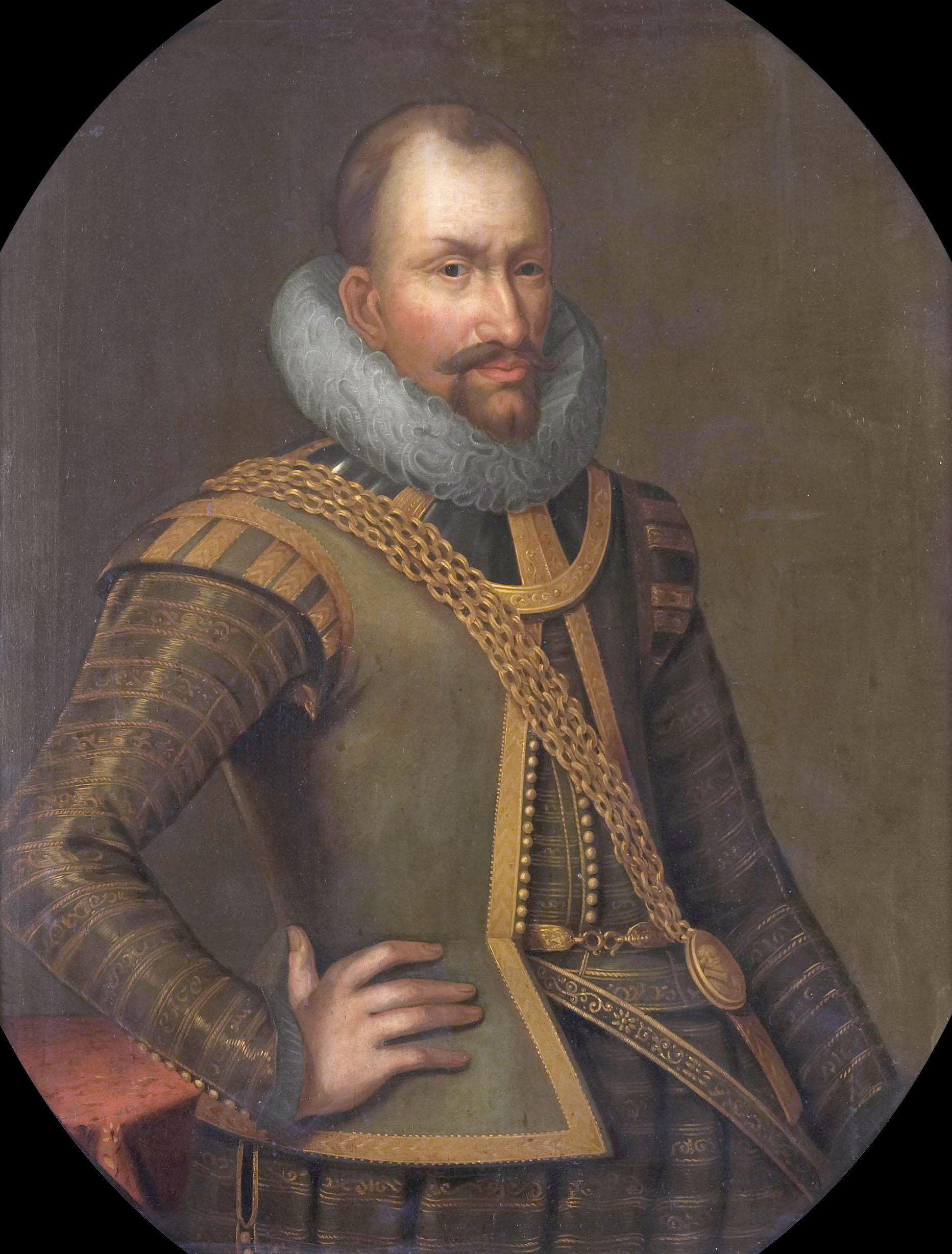
Retrato de Gerard Reynst

Gerard Reynst (Amsterdam,? - Jacarta, 7 de dezembro de 1615) foi um mercador holandês, pai de um curador de museu, e mais tarde o segundo governador-geral das Índias Orientais Neerlandesas. Tudo o que se sabe sobre seus primeiros anos é que ele nasceu em Amsterdam.

## Biografia
Em 1599, ele se tornou um mercador e armador, assim como um membro fundador e administrador da Nieuwe ou Brabantsche Compagnie (Companhia de Brabate) que, em 1600, tornou-se a Companhia Vereenighde de Amsterdam. Em 1602, esta empresa foi incorporada a Companhia Holandesa das Índias Orientais (Vereenigde Oost-Indische Compagnie, VOC).
Em 1613, a pedido de seus anciãos no colégio dos Heren XVII (17 homens), ele tornou-se governador-geral das Índias Orientais Neerlandesas partido com nove navios. A viagem durou 18 meses, após a qual ele assumiu o comando de seu antecessor Pieter Both. No caminho, ele já havia enviado um de seus navios para o Mar Vermelho para iniciar relações comerciais com os árabes. Gerard Reynst morreu pouco mais de um ano após sua chegada, depois de contrair disenteria, de forma que pouco  pode fazer por lá, além de algumas atividades menores que foram bem sucedidas apenas temporariamente.